# Larry Wilcox
Larry Wilcox (San Diego, California; 8 de agosto de 1947) es un actor estadounidense.

## Carrera
Comenzó su carrera actoral en pequeños papeles en series como: Lassie, Cannon, Police Story, Las Calles de San Francisco, Hawaii Cinco-O, M*A*S*H. En 1977 la NBC, lo contrata junto a Erik Estrada para interpretar el papel estelar del Oficial Jon Baker, en la serie CHiPs, patrulla motorizada. La serie fue un éxito en los Estados Unidos y el resto del mundo. Luego de protagonizar 117 capítulos, Wilcox abandonaría la serie en 1982. No obstante se reuniría con Erik Estrada, en 1998, para protagonizar la película CHiPs 99, donde el reparto estaba compuesto por los actores originales de la serie, pero cumpliendo funciones en cargos superiores.
En 1985 actúa en Los doce del patíbulo: la próxima misión, con Lee Marvin, y en 1990, protagoniza Mission Manila. Como invitado pasa por las series: Mike Hammer, Matlock, Perry Mason, MacGyver (1991), Murder, She Wrote (1992), Pacific Blue (1996).

## Filmografía
| Año  | Título                             |
| ---- | ---------------------------------- |
| 1973 | The Great American Beauty Contest  |
| 1973 | The Girl Most Likely to ...        |
| 1975 | Death Stalk                        |
| 1975 | Sky Heist                          |
| 1976 | The Last Hard Men                  |
| 1977 | Relentless                         |
| 1979 | The Last Ride of the Dalton Gang   |
| 1983 | Deadly Lessons                     |
| 1985 | The Dirty Dozen: Next Mission      |
| 1990 | Mission Manila                     |
| 1993 | National Lampoon's Loaded Weapon 1 |
| 2000 | The Thundering 8th                 |
| 2016 | 94 Feet                            |
| 2019 | Wish Man                           |